# Liste der Monuments historiques in Beaumont-en-Argonne
Die Liste der Monuments historiques in Beaumont-en-Argonne führt die Monuments historiques in der französischen Gemeinde Beaumont-en-Argonne auf.

## Liste der Immobilien
| Bezeichnung          | Beschreibung                    | Standort                              | Kennzeichnung | Schutzstatus | Datum | Bild           |
| -------------------- | ------------------------------- | ------------------------------------- | ------------- | ------------ | ----- | -------------- |
| Haus mit Arkaden (1) | aus dem 15. und 18. Jahrhundert | 5 place de la Victoire (Lage)         | PA00078342    | Inscrit      | 1927  | weitere Bilder |
| Haus mit Arkaden (2) | aus dem 15. und 18. Jahrhundert | 1 place Guillaume de Champagne (Lage) | PA00078343    | Inscrit      | 1927  |                |
| Haus mit Arkaden (3) | aus dem 15. und 18. Jahrhundert | 3 place Guillaume de Champagne (Lage) | PA00078344    | Inscrit      | 1927  |                |
| Haus mit Arkaden (4) | aus dem 15. und 18. Jahrhundert | 5 place Guillaume de Champagne (Lage) | PA00078345    | Inscrit      | 1927  |                |

## Liste der Objekte
| Bezeichnung               | Beschreibung | Standort                              | Kennzeichnung | Schutzstatus | Datum | Bild |
| ------------------------- | --- | ------------------------------------- | ------------- | ------------ | ----- | ---- |
| Chorgestühl               | Eichenholz, 18. Jahrhundert | in der Kirche St-Jean-Baptiste (Lage) | PM08000779    | Inscrit      | 1973  |      |
| Johannes-der-Täufer-Altar | rechter Seitenaltar; Altartisch, Tabernakel und Retabel; Holz, farbig gefasst, erste Hälfte des 19. Jahrhunderts                               | in der Kirche St-Jean-Baptiste (Lage) | PM08000778    | Inscrit      | 1973  |      |
| Marien-Altar              | linker Seitenaltar; Altartisch, Tabernakel und Retabel; Holz, farbig gefasst, erste Hälfte des 19. Jahrhunderts                                | in der Kirche St-Jean-Baptiste (Lage) | PM08000777    | Inscrit      | 1973  |      |
| Hauptaltar                | Altartisch, Altaraufbau, Tabernakel, Retabel und drei Gemälde; Holz, farbig gefasst und vergoldet, sowie Ölfarbe auf Leinwand, bezeichnet 1631 | in der Kirche St-Jean-Baptiste (Lage) | PM08000059    | Classé       | 1974  |      |
| Gemälde Mariä Himmelfahrt | Ölfarbe auf Leinwand, 19. Jahrhundert | in der Kirche St-Jean-Baptiste (Lage) | PM08000776    | Inscrit      | 1973  |      |
| Skulptur Madonna mit Kind | Holz, farbig gefasst und vergoldet, erste Hälfte des 19. Jahrhunderts                                                                          | in der Kirche St-Jean-Baptiste (Lage) | PM08000780    | Inscrit      | 1973  |      |
| Kanzel                    | Holz, 18. Jahrhundert | in der Kirche St-Jean-Baptiste (Lage) | PM08000781    | Inscrit      | 1973  |      |